# Леокорион
Леокорион, также Леокорий (древнегреч. Λεωκόριον), — древнеафинский храм трёх дев Леокор, дочерей афинянина Леонта (Леоса), располагавшийся у северной части Агоры (главной площади) в Афинах.
Легенда рассказывает, что Леонт (Леос), сын Орфея, и отец сына и трёх дочерей, принёс последних — Праксифею, Теопу и Эвбулу — в жертву, следуя пророчеству дельфийского оракула, чтобы спасти город от заразы (чумы). Отец стал одним из 12-ти афинских героев-эпонимов.
Возле этого храма был убит тиран Гиппарх (514 год до н. э.), что позволяет отметить существование храма уже в VI веке до н. э. Предположительно разрушался из-за персидского вторжения в 480 году до н. э., а затем восстанавливался.